# Limnophila dravidica
Limnophila dravidica är en tvåvingeart som beskrevs av Alexander 1971. Limnophila dravidica ingår i släktet Limnophila och familjen småharkrankar. Inga underarter finns listade i Catalogue of Life.